# Dywergencja (językoznawstwo)
Dywergencja – międzyjęzykowa relacja semantyczna występująca w procesie tłumaczenia i w słownikach dwujęzycznych. Jednemu leksemowi w języku wyjściowym odpowiada więcej niż jeden leksem w języku docelowym. 
Przykłady z języka polskiego i niemieckiego: znaczeniu polskiego leksemu palec odpowiadają w sumie znaczenia dwóch leksemów niemieckich, a znaczeniu niemieckiego riechen odpowiadają znaczenia dwóch leksemów polskich.
- niem. Finger (palec u ręki)
- pol. palec
- niem. Zehe (palec u nogi)[2]
- pol. wąchać
- niem. riechen
- pol. pachnąć[1]

Dywergencja traktowana jako jeden z typów ekwiwalencji semantycznej jest nazywana „poliekwiwalencją”. Może stanowić problem przy tłumaczeniu z języka polskiego na inny język i przy tworzeniu tekstów obcojęzycznych przez polskich native speakerów. Dwujęzyczny słownik aktywny z językiem polskim jako językiem wyjściowym powinien zawierać jak najwięcej informacji o odpowiednikach/ekwiwalentach w drugim języku (w tym wypadku w języku niemieckim).